# Isaac Rodrigues-Henriques
Pour les autres membres de la famille, voir Famille Rodrigues-Henriques.
Isaac Rodrigues-Henriques, né le 20 avril 1771 à Bordeaux et mort à Saint-Cloud le 8 septembre 1846, est un banquier français.

## Biographie
Isaac Rodrigues-Henriques est le fils du négociant Benjamin Rodrigues Henriques (1741-1832) et Judith Julie Mendes (elle-même fille d'une Peixotto).
Négociant, assureur et banquier à Bordeaux, Isaac Rodrigues s'installe à Paris comme courtier chez un agent de change parisien dans les années 1790.
En 1794, il épouse à Bordeaux Sarah Sophie Lopès-Fonseca (1776-1846), fille de Mardoché Lopès-Fonseca et de Esther Delvaille, et tante des frères Pereire. Ils eurent :
- Olinde (1795-1851), financier, mathématicien et économiste saint-simonien
- Sophronie (1797), mariée à David Andrade (fils d'Abraham Andrade, grand-rabbin de Bordeaux et membre du Grand Sanhédrin, et frère d'Auguste Andrade)
- Esther Anaïs (1801-1882), mère de Paul Régnauld
- Rachel (1805-1874), mariée à son cousin germain Émile Pereire
- Eugène (1807-1830), philosophe saint-simonien
- Mélanie (1809), mariée à l'avocat Henri Baud et belle-mère d'Émile Level
- Félicité (1811-1873), mariée à Charles Sarchi
- Amélie (1813-1900), mariée à Armand Lévy

Installé comme banquier et agent de change, Isaac Rodrigues joua un rôle important dans la destinée de la famille et de la banque Fould. Il accueillit les frères Pereire, ses neveux, lorsqu'ils s'installèrent à Paris, et les fit débuter dans sa banque et apprendre le métier.
Conchyliologiste et naturaliste, il devient membre de la Société d'histoire naturelle de Bordeaux en 1796.
En 1807, Isaac Rodrigues est secrétaire du Grand Sanhédrin.